# Max van Baden
Maximiliaan Alexander Frederik Willem (Max) van Baden, Duits Maximilian Alexander Friedrich Wilhelm (Max) Prinz von Baden, (Baden-Baden, 10 juli 1867 - Salem bij Konstanz, 6 november 1929), prins van Baden, was erfgroothertog van Baden, generaal en de laatste rijkskanselier van het Duitse Keizerrijk.

## Biografie
Van Baden was de zoon van de Pruisische generaal prins Willem van Baden (1829-1897) - jongere broer van groothertog Frederik I van Baden - en Maria van Leuchtenberg (1841-1914), kleindochter van Eugène de Beauharnais, die nog onder Napoleon Bonaparte gediend had.
Hij bezocht eerst het humanistisch gymnasium, werd vervolgens jurist en ging als officier het Pruisische leger in. Na de dood van Frederik I in 1907 werd hij troonopvolger van de kinderloze nieuwe groothertog Frederik II en voorzitter van de Eerste Kamer van Baden. In 1911 trok hij zich als majoor-generaal terug uit het leger, maar hij nam in 1914 weer voor korte tijd dienst.

### Eerste Wereldoorlog
Van Baden gold als een liberaal aristocraat en werd steeds meer het middelpunt van het gematigde politieke kamp, dat tegenover de ultra-rechtse vleugel stond, vertegenwoordigd door de Oberste Heeresleitung (OHL). Toen in oktober 1918 de Eerste Wereldoorlog op zijn eind liep, en een catastrofale militaire ondergang dreigde waarbij zelfs op korte termijn een algehele bezetting van Duitsland door de tegenstanders niet meer onmogelijk leek, zochten de OHL en de politieke elite in Berlijn haastig een geschikte vredesonderhandelaar die de sympathie van de Amerikaanse president Woodrow Wilson kon winnen. De OHL onder Erich Ludendorff en Paul von Hindenburg streefde naar omvorming van de staat tot een parlementaire monarchie, waarbij ook de oppositie (met name de sociaaldemocraten) zou worden betrokken om het verzoek tot wapenstilstand niet zelf te hoeven doen en de verantwoordelijkheid voor de nederlaag niet zelf te hoeven nemen.
De Duitse bevolking zelf werd ook steeds onrustiger door o.a. de voor Duitsland slecht verlopen oorlog en de ernstige voedseltekorten in de grote steden door de geallieerde blokkade. Vooral de socialisten en communisten roerden zich steeds openlijker en er dreigde een revolutie of zelfs burgeroorlog tussen de conservatieve en socialistische delen van de bevolking. Ook deze dreiging wilde de legerleiding bezweren voordat het te ver uit de hand zou lopen. Ook hier scheen Van Baden als liberaal en lid van een vorstenhuis voor zowel sociaaldemocraten als conservatieven een acceptabele kandidaat.
Rijkskanselier Georg von Hertling droeg Van Baden als opvolger voor en op 3 oktober 1918 benoemde keizer Wilhelm II hem tot nieuwe rijkskanselier. Nog diezelfde dag stelde hij een parlementaire regering samen met sociaaldemocraten (Friedrich Ebert, Philipp Scheidemann), links-liberale en centrumrechtse ministers en deed op aandringen van de keizer op 5 oktober een verzoek tot wapenstilstand aan Wilson toekomen. Wilson zei echter de wil tot democratisering van het Duitse Rijk niet te vertrouwen, aangezien de keizer en de andere Duitse vorsten nog op de troon zaten, en eiste veel radicalere hervormingen richting een echte democratie voordat er te praten viel over een staakt-het-vuren. Van Baden besefte dat er meer dan slechts cosmetische wijzigingen nodig waren om de geallieerden te doen bijdraaien. Hij besloot om krachtig op te treden en beknotte de invloed van de aristocratie, het leger en de keizer op de regering (de zogenaamde oktoberhervormingen), stelde algemene verkiezingen in het vooruitzicht, beëindigde de U-boot-oorlog en ontsloeg Ludendorff op 26 oktober.
De geallieerden schenen aanvankelijk hiermee wel in te kunnen stemmen, maar dit alles kwam te laat om de onrust onder de Duitse bevolking zelf te doen bedaren. Toen de Novemberrevolutie uitbrak, trachtte Van Baden keizer Wilhelm tot aftreden te bewegen (niet alleen de geallieerde tegenstanders maar ook steeds meer Duitsers wilden van hem af) om in ieder geval de monarchie te redden. De keizer weigerde echter herhaaldelijk en ondertussen begon de revolutionaire toestand in het hele land en vooral ook in Berlijn steeds meer te escaleren. Om een niet meer te beheersen gewelddadige omwenteling en/of een burgeroorlog te voorkomen, zoals in Rusland een jaar eerder was gebeurd, kondigde Van Baden na een laatste oproep aan Wilhelm II om af te treden (wat deze weer weigerde) op 9 november 1918 op eigen initiatief de troonsafstand van de keizer aan. Ook hijzelf trok zich terug uit zijn ambt en benoemde (op ongrondwettelijke wijze) Friedrich Ebert de leider van de sociaaldemocraten (SPD), de sterkste partij in de Rijksdag, tot nieuwe kanselier. Deze kon de monarchie ook niet meer redden maar de dreigende revolutie wist Ebert, met hard ingrijpen, inderdaad nog te voorkomen.
De rest van zijn leven bracht Van Baden teruggetrokken door en bemoeide hij zich ondanks verscheiden verzoeken daartoe niet meer met de politiek. Hij werd bijvoorbeeld door de socioloog Max Weber op 24 december 1918 uitgenodigd om deel te nemen aan het overleg voor een nieuwe grondwet voor de kersverse Duitse republiek (bekend als de Weimarrepubliek) maar Van Baden wees dit van de hand. Hij wijdde zich voornamelijk aan de uitbouw en promotie van internaat en eliteschool Schule Schloss Salem dicht bij de Bodensee. Na diverse beroertes stierf Van Baden op 6 november 1929 aan nierfalen in een ziekenhuis in Konstanz.

### Familieleven

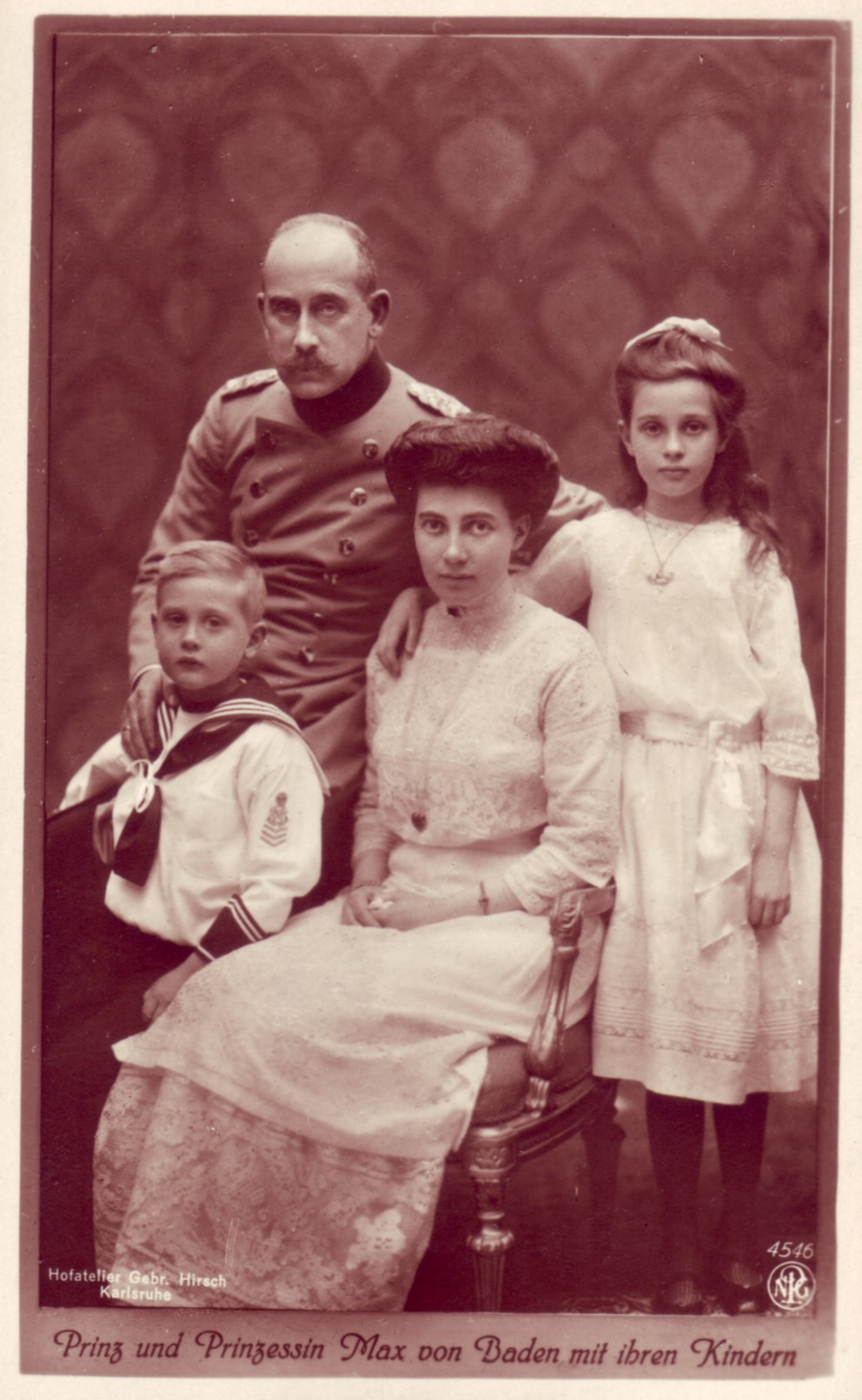
Max van Baden met zijn gezin (1914)

Van Baden was sinds 1900 getrouwd met Marie Louise van Hannover-Cumberland, prinses van Groot-Brittannië en Ierland, achterkleindochter van koning George V van Hannover. Uit dit huwelijk werden twee kinderen geboren: Berthold en Marie Alexandra. Berthold trouwde in 1924 met prinses Theodora van Griekenland; een van de vier zusters van Philip, hertog van Edinburgh.

## Militaire loopbaan
- Oberstleutnant: 1903
- Generalmajor:
- Generalleutnant: 1911
- General der Kavallerie: 1914
- General:

## Decoraties
- Orde van de Zwarte Adelaar (Pruisen)[2]
- Grootofficier in de Huisorde van Hohenzollern[2]
- Grootofficier in de Huisorde van Hohenzollern[2]
- Grootkruis in de Huisorde van Albrecht de Beer[2]
- Hausorden der Treue[2]
- Grootkruis in de Orde van de Leeuw van Zähringen[2]
- Huisridderorde van Sint-Hubertus[2]
- Grootkruis in de Ludwigsorde (Hessen)[2]
- Grootkruis in de Huisorde van de Wendische Kroon[2]
- Orde van de Kroon van Wijnruit[2]
- Grootkruis in de Orde van de Witte Valk[2]
- Grootkruis in de Saksisch-Ernestijnse Huisorde[2]
- Grootkruis in de Kroonorde (Württemberg) in 1885[3]
- Grootkruis in de Leopoldsorde (België)[2]
- Grootkruis in de Sint-Alexanderorde (Bulgarije)[2]
- Orde van de Olifant[2]
- Grootkruis in de Orde van Danilo[2]
- Grootkruis in de Orde van Sint-Olaf[2]
- Grootkruis in de Orde van de Heilige Stefanus[2]
- Orde van Sint-Andreas de Eerstgeroepene[2]
- Orde van de Serafijnen op 24 april 1902[2]
- IJzeren Kruis 1914, 2e klasse
- Commandeur der 1e klasse in de Militaire Karl-Friedrich-Verdienstorde op 30 augustus 1914[4]

- Bibsys: 90723482
- Bibliothèque nationale de France: cb169094611 (data)
- Gemeinsame Normdatei: 118732137
- International Standard Name Identifier: 0000 0001 1038 1861
- Library of Congress Control Number: no2008047536
- Nationale Bibliotheek van Tsjechië: uk2014836452
- Nationale Bibliotheek van Israël: 987007454288205171
- Nationale Bibliotheek van Polen: a0000003292920
- Nederlandse Thesaurus van Auteursnamen: 071091238
- Réseau des bibliothèques de Suisse occidentale: 02-A002958907
- Système universitaire de documentation: 08896289X
- Virtual International Authority File: 10640895
- WorldCat: E39PBJf4fhD6kXcvKPKKC3BgKd

Karl August von Hardenberg · Christian Günther von Bernstorff · Johann Peter Friedrich Ancillon · Heinrich Wilhelm von Werther · Mortimer Maltzan · Heinrich von Bülow · Karl Ernst Wilhelm von Canitz und Dallwitz · Adolf Heinrich von Arnim-Boitzenburg · Heinrich Alexander von Arnim · Alexander von Schleinitz · Rudolf von Auerswald · August Heinrich Hermann von Dönhoff · Friedrich Wilhelm von Brandenburg · Heinrich Friedrich von Arnim-Heinrichsdorff-Werbelow · Friedrich Wilhelm von Brandenburg (a.i.) · Alexander von Schleinitz · Joseph von Radowitz · Otto Theodor von Manteuffel · Alexander von Schleinitz · Albrecht von Bernstorff · Otto von Bismarck · Herbert von Bismarck (a.i.) · Leo von Caprivi · Adolf Hermann Marschall von Bieberstein · Bernhard von Bülow · Theobald von Bethmann Hollweg · Georg Michaelis · Georg von Hertling · Max van Baden
Adolf Heinrich von Arnim-Boitzenburg · Ludolf Camphausen · Rudolf von Auerswald · Ernst von Pfuel · Friedrich Wilhelm von Brandenburg · Adalbert von Ladenberg (a.i.) · Otto Theodor von Manteuffel · Karel Anton van Hohenzollern-Sigmaringen · Adolf zu Hohenlohe-Ingelfingen (a.i.) · Otto von Bismarck · Albrecht von Roon · Otto von Bismarck · Leo von Caprivi · Botho zu Eulenburg · Chlodwig zu Hohenlohe-Schillingsfürst · Bernhard von Bülow · Theobald von Bethmann Hollweg · Georg Michaelis · Georg von Hertling · Max van Baden · Paul Hirsch · Heinrich Ströbel · Paul Hirsch · Otto Braun · Adam Stegerwald · Otto Braun · Wilhelm Marx · Otto Braun · Hermann Göring